# Victor Gaskin
Victor Gaskin (Roderick Victor Gaskin, Nueva York, 23 de noviembre de 1934) es un contrabajista estadounidense de jazz.

## Historial
Nacido en pleno Bronx, estudió guitarra, piano y otros instrumentos. Comenzó su carrera musical como guitarrista de un grupo de rock de San Diego. 
En 1962, ya tocando el contrabajo, se instaló en Los Ángeles, y allí empezó a tocar con Paul Horn y con el contrabajista Red Mitchell (1927 - 1992).
Después, forma parte de los Jazz Crusaders, toca con Curtis Amy y el trompetista Dupree Bolton (1962), sumergiéndose de lleno en el estilo West Coast. Dentro de esta escena musical, acompaña a Buddy Collette, Shelly Manne, Bud Shank y a la mayor parte de los músicos de jazz californianos. 
Entre 1966 y 1970, se enrola en el grupo de Cannonball Adderley, además de grabar en varios discos con la orquesta de Duke Ellington. En la década de los 80, toca con el pianista Billy Taylor, con el cantante Johnny Hartman (1923 - 1983) y con Hank Jones.

## Estilo
Seguridad en los tempos y especial gusto al improvisar con arco, son sus principales características. Fotógrafo, además de músico, ha realizado numerosas portadas para discos, sobre todo de la compañía Pacific Jazz Records.